# Mareczku, podaj mi pióro!
Mareczku, podaj mi pióro! (tyt. oryg. Marečku, podejte mi pero!) – czechosłowacki film fabularny z 1976 roku w reżyserii Oldřicha Lipskiego.

## Opis fabuły
Modernizacja zakładu, w którym pracuje majster Jiří Kroupa wymaga od pracowników wyższych kwalifikacji, a od samego Kroupy zdania matury. Na jego stanowisko chce awansować nielubiany w zakładzie kontroler Hujer. Kroupa i Hujer rozpoczynają naukę w wieczorowej szkole średniej. W tej samej szkole uczą się również ich dorastające dzieci, w tym syn Kroupy, co rodzi dodatkowo wiele zabawnych sytuacji.   
Zdjęcia do filmu kręcono w okolicach Rudnic nad Łabą.

## Obsada
- Jiří Sovák jako Jiří Kroupa
- Jiří Schmitzer jako Jiří Kroupa junior
- Míla Myslíková jako żona Kroupy
- Václav Lohniský jako kontroler Hujer
- Josef Kemr jako Plha
- Ladislav Smoljak jako Tuček
- Zdeněk Svěrák jako Šlajs
- Iva Janžurová jako Týfová
- Petr Nárožný jako inż. Týfa
- Jiří Hálek jako dyrektor szkoły
- Josef Abrhám jako nauczyciel Janda, wychowawca klasy
- František Kovářík jako nauczyciel czeskiego Hrbolek
- Jaroslava Obermaierová jako nauczycielka fizyki Zikova
- Tatjana Medvecká jako Eva Tumová, koleżanka młodszego Kroupy
- Milena Dvorská jako Outratova, pracownica fabryki
- Marie Motlová jako Zuzanka, pracownica fabryki
- Jiři Lir jako Dudek
- Vladimír Hrabánek jako Hora
- Vladimír Hrubý jako portier